# Alessia Filippi
Alessia Filippi, född 23 juni 1987 i Rom, är en italiensk simmare.
Filippi blev olympisk silvermedaljör på 800 meter frisim vid sommarspelen 2008 i Peking.